# Вулиця Ставропігійська
Ву́лиця Ставропігі́йська — невеличка вулиця у Галицькому районі міста Львова, в історичному центрі міста. Сполучає площу Ринок з вулицею Івана Федоровича та площею Музейною.

## Історія
Вулиця йде від північно-східного кута площі Ринок на схід. На початку XV століття вона отримала назву Божого Тіла, бо прямувала до костелу Божого Тіла Домініканського монастиря. У XVIII столітті вулиця стала називатися Домініканер Ґассе, а від 1871 року — Домініканською. У грудні 1944 року перейменована на вулицю Залізняка, на честь Максима Залізняка, керівника гайдамацького повстання 1768—1769 років, відомого як Коліївщина, наступного року відновили передвоєнну назву вулиця Домініканська, а 1946 року одержала назву Ставропігійська — на честь Ставропігійського братства, українського культурно-просвітницького товариства XVI—XVIII століть.

## Забудова
У забудові вулиці Ставропігійської переважають ренесанс, бароко, класицизм. Більшість будинків внесено до Реєстру пам'яток архітектури національного та місцевого значення.
На розі з площею Ринок, 2 розташований Музей пошти, що є частиною експозиції Львівського історичного музею. Будинок побудований у 1593 році у стилі пізнього ренесансу, більш відомий як Палац Бандінеллі. На першому поверсі будинку функціонує відділення поштового зв'язку № 6. З боку вулиці Ставропігійської за Польщі була торгівля кінським м'ясом Галушча, а тепер тут міститься музей скла.
На розі з вулицею Друкарською, 2 міститься аптека, що від давніх часів мала назву «Під чорним орлом». На металевій кованій вивісці аптеки зазначено рік заснування — 1735, проте, як довів львівський історик архітектури Володимир Вуйцик 1995 року, ця дата неправдива. Засновник аптеки військовий провізор Франц Вільгельм Наторп прибув до Львова 1772 року, а сам будинок з аптекою збудовано 1775 року, тож, найімовірніше, під час визначення дати заснування аптеки сталася звичайна механічна помилка: ліву частину стертої цифри «8» прочитали як «3», тому замість 1785 року на кованій вивісці набили 1735 рік. Власником аптеки у 1927—1944 роках був українець Михайло Терлецький — великий меценат і шанувальник мистецтва. Він зібрав чудову колекцію творів живопису і графіки українських митців. Терлецький був фундатором Національного музею у Львові, у його кам'яниці у 1930-х роках містилися редакції українських тижневиків «Громадський Голос» і «Правда». 1964 року за ініціативи фармацевта Крилова тут почалося створення аптеки-музею, що відкрився 1966 року. У музеї зібрано багато експонатів з історії аптечної справи. У цьому ж будинку у 1950-х роках містився продовольчий склад.
№ 3 — у цьому будинку за Польщі була винярня «Стара кімната» М. і С. Козьолів, за радянських часів — кондитерський цех, на початку 1990-х років у будинку відкрили один з найперших престижних приватних ресторанів «Старий рояль». Будинок внесений до Реєстру пам'яток архітектури національного значення № 342.
№ 4 — наріжна кам'яниця з вулицею Федоровича, збудована у другій половині XIX століття. Фасади будинку прикрашають доволі непристойні барельєфи на античну тематику 1870-х років, що дають оригінальне трактування міфу про Лебедя та Леду. На початку XX століття тут містилася ресторація «Морське око». Будинок внесений до Реєстру пам'яток архітектури місцевого значення під охоронним № 273-м.
№ 5 — кам'яниця будувалася упродовж XV-XVI століть, зберегла планувальну структуру та фрагменти конструкції, які належить до періодів готики та ренесансу. У XIX столітті була реконструйована, набувши рис архітектури історизму. Тепер використовується як житловий будинок. Будинок внесений до Реєстру пам'яток архітектури місцевого значення під охоронним № 1272-м.
№ 7 — житловий будинок споруджений у XVII столітті. Двічі, наприкінці XVIII та XIX століть, будинок зазнав значної перебудови. Цегляний, витягнутий в плані в глибину ділянки, триповерховий, з характерним тривіконні асиметричним фасадом. Фасад оштукатурений, перший поверх рустований, другий прикрашено ліпними вставками. Будинок внесений до Реєстру пам'яток архітектури національного значення під охоронним № 343-м.
№ 9 — кам'яниця Голубовичівська споруджена у 1906 році за проєктом архітектора Г. Зальцера. Тут за Польщі працювала цукерня Анеля Курнаха, 1950—1960-х роках містилася база «Львівмебледеревпрому», нині тут кафе-бар «Ноїв ковчег», зала якого виходить на подвір'я будинку, і магазин спорттоварів «Lotto». Будинок внесений до Реєстру пам'яток архітектури національного значення під охоронним № 344-м.
№ 11 — наріжна кам'яниця з вулицею Федоровича. У цьому будинку 15 січня 1776 року вийшла друком перша в Україні газета — «Gazette de Leopol», яку шевальє Осудді видавав французькою мовою. За Польщі тут містилися дирекція українського торговельно-промислового дому «Достава», що спеціалізувався на торгівлі церковними речами, редакція українського тижневика «Господарсько-кооперативний часопис» — друкованого органу Крайового союзу ревізійного, а також Товариство допомоги воєнним вдовам і сиротам, Українське краєве товариство охорони дітей і молоді та адвокатські контори Олександра Надраги і Володимира Охримовича.

## Див.також
- Пішохідні вулиці міст України